# Jacutinga (Minas Gerais)
Jacutinga es un municipio brasilero del estado de Minas Gerais, en la microrregión de Poços de Caldas. Se localiza a una latitud 22º17'08" sur y a una longitud 46º36'44" oeste, estando a una altitud de 839 metros. Su población estimada en 2004 era de 75.638 habitantes.

## Historia
Tiene como marco de su fundación el año de 1835, fecha de la construcción de la primera capilla del entonces poblado llamado Arroyo de Jacutinga. El nombre fue así designado por las muchas aves yacutingá que habitaban la región. Pasados 36 años, el pueblo se tornó Santo Antonio de Jacutinga, ya mostrando un diseño y aires de ciudad.
Fue elevada a la condición de municipio el 16 de septiembre de 1901, pasando a llamarse solamente Jacutinga. Con un crecimiento de ritmo acelerado debido al cultivo de café, se destaca un período de expansión hasta el declive de la caficultura a mediados de la década 30.

## Geografía
Posee un área de 348,23 km². La densidad demográfica es de 56,74 hab/km². Posee el título de Estancia Hidromineral y es reconocida como la capital nacional de las mayas, siendo responsable por 27% de toda la producción nacional de mayas.
Los municipios limítrofes son Albertina y Andradas al norte, Oro Fino al este, Monte Sião al sur y los paulistas Itapira y Espírito Santo do Pinhal al oeste.